# Марий Чодра
Госуда́рственный приро́дный национа́льный парк «Мари́й Чодра́» (луговомар. Марий Чодыра, в переводе «Марийский лес») — национальный парк в юго-восточной части республики Марий Эл, недалеко от границы с Татарстаном. Находится на территории Волжского, Звениговского, Моркинского районов республики. До Йошкар-Олы — 60 км, до Волжска — 30 км. Через парк проходит А295 Йошкар-Ола — Зеленодольск — автодорога М-7 «Волга» и железная дорога Зелёный Дол — Яранск. Площадь — 36 600 га.
Национальный парк учреждён 2 декабря 1985 года постановлением Совета Министров Марийской АССР «О создании природного национального парка „Марий Чодра“» на основании постановления Совета Министров РСФСР.

## География
Национальный парк находится в южной части Марийско-Вятского вала. Здесь он распадается на отдельные возвышенности (Кленовую Гору, Катай-гору и Агытан-курык). Рельеф парка достаточно пересечённый, грунты песчаные. Хорошо развита сеть рек, имеется множество озёр.

### Реки
Основной рекой, протекающей по территории Парка, является Илеть. Практически все другие реки представлены её притоками: Юшут, Петьялка, Уба, Вонча и др.

### Озёра
Марий Чодра знаменита своими озёрами.
Практически все они — карстовые. Все являются популярными объектами летнего отдыха у жителей Марий Эл, Татарстана, Чувашии и других, даже более отдалённых, регионов России.
Озёра: Яльчик, Глухое, Кичиер, Мельничное, Тетеркино, Мушан-Ер, Конан-Ер, Тот-Ер, Шуть-Ер, Куж-Ер, Ергеж-Ер (Круглое), Кугу-Ер и другие.

### Климат
Климат территории умеренно-континентальный. Лето жаркое, а зима морозная. Среднегодовое количество осадков составляет около 500 мм.

## Флора
В растительном покрове — хвойно-широколиственные леса. На возвышенных участках распространены дубняки с клёном, липой, елью, пихтой, в долинах — смешанные леса из ели, пихты, сосны, липы, дуба, клёна, осины, вяза, а также пойменные дубравы. Встречаются сосняки с участием осины, берёзы, ели. Незначительные площади заняты низинными травяными болотами. Около 50 видов растений относятся к редким для флоры Марийской Республики.

## Фауна
В фауне обычны лось, белка, бурундук, заяц-русак, ласка, горностай, лесной хорёк, лесная куница, есть бобр (реакклиматизирован), выдра. Также встречаются медведь, волк. Из тетеревиных птиц гнездятся тетерев, глухарь, рябчик, из дневных — канюк, ястреб-тетеревятник, чёрный коршун, залетает беркут. На озёрах гнездятся кряква, чирок-свистунок.

## Научная деятельность
Кроме постоянного изучения парка, которое осуществляется штатными сотрудниками, при содействии МарГУ периодически проводятся различные экспедиции и организуются экологические лагеря (например, «Розовый Одуванчик»).
В 1990-е годы на средства парка проводились исследования археологических памятников в устье Юшута, включая азелинский Лушморский могильник, поселение Ошутьялы III приказанской культуры, разведочные работы, в результате которых выявлен куст различных памятников археологии.

## Рекреация
Многие места национального парка Марий Чодра привлекают любителей отдыха. Исследования показывают, что в некоторых местах неконтролируемый отдых наносит ущерб природе, и доступ к этим объектам следует ограничить.
С автотранспорта на въездах в парк взимается экологический сбор.

### Яльчик
Яльчик — самое популярное и самое доступное в транспортном отношении (автобусы до поворота по трассе Р 175, ж/д ост. пункт Яльчевский и маршрутные такси непосредственно до баз) место отдыха.
На озере имеется 11 учреждений для отдыха: база отдыха Рубин (от завода ММЗ), детский лагерь Железнодорожник (от Казанского отделения ГЖД), спортивный лагерь Политехник (от ПГТУ), пансионат «Яльчик», детский лагерь им. Вали Котика, турбаза «Яльчик», СОЛ «Чайка» (от Педуниверситета), СОЛ «Олимпиец» (от МарГУ), база отдыха «Яльчик» и др.

### Кичиер
На озере организован оздоровительный комплекс «Кичиер», а также Республиканская больница восстановительного лечения с детским санаторным пульмонологическим отделением (РБВЛ с ДСПО).

### Кленовая Гора
Кроме одноимённого оздоровительного комплекса, это место привлекает туристов своими достопримечательностями. Это Зелёный Ключ, Дуб Пугачёва и другие.

### Мушан-Ер
К озёрам подходит автодорога хорошего качества, имеется большое количество площадок, пригодных для «дикого» отдыха.

### Глухое
С 2011 года посещение озера запрещено.

## Заповедная зона
Северо-восточную часть Марий Чодра занимает особо охраняемая заповедная территория, на которую вход и въезд запрещены. На ней находится озеро Шуть-Ер, частично — река Уба. Также работники лесного хозяйства контролируют посещение озёр Куж-Ер и Ергеж-Ер, хотя они находятся за пределами заповедной зоны.
С 2011 года, в связи с ухудшением экологической ситуации озёр Глухое и Конан-Ер, к ним закрыт доступ всем отдыхающим сроком на пять лет. Было выявлено содержание тяжёлых металлов в мышцах рыб, склоны оказались сильно вытоптаны, с них исчезла травянистая растительность, это привело к эрозии берегов. На данный момент происходит озеленение берегов, очистка дна озера и территории вокруг него.

## Провалы в окрестностях Яльчика
- 4 апреля 2000 года на 24 км перегона Помары — Илеть (Казанское отделение Горьковской железной дороги) в 0,7 км от озера Яльчик был обнаружен провал грунта под железнодорожным полотном[8]. Рядом с железнодорожным полотном в лесу образовалось озеро диаметром 60—80 м.